# Gao Xingjian
Acesta este un nume chinez. Numele de familie este Gao 
Gao Xingjian (pronunțat [káu ɕĭŋ tɕiɛ̂n], chineză: 高行健, Pinyin: Gāo Xíngjiàn, Wade-Giles: Kao Hsing-chien, n. 4 ianuarie 1940, Ganzhou, Jiangxi, China) este un scriitor, dramaturg și critic francez de origine chineză, laureat al Premiului Nobel pentru Literatură în anul 2000.

## Biografie
Gao Xingjian este născut în Ganzhou (provincia Jiangxi), în estul Chinei la 4 ianuarie 1940. Tatăl său era un funcționar bancar, mama lui o actriță amatoare. Din copilărie mama sa i-a trezit interesul său pentru teatru și scris. În 1962, a absolvit, în franceză, Institutul de Limbi Străine din Beijing.
În timpul Revoluției Culturale (1966-1976) a fost trimis într-un lagăr pentru reeducare. Ulterior a fost trimis într-un sat timp de cinci ani să lucreze în agricultură, unde a putut să-și reia activitatea secretă. În țara sa natală, avangardismul operei sale și libertatea sa de gândire și exprimare i-au atras animozitatea Partidului Comunist Chinez, el petrecând aproape 6 ani în taberele de reeducare în perioada Revoluției Culturale.
În 1985 a primit o bursă DAAD pentru o vizită de muncă de un an la Berlin și l-a cunoscut pe colecționarul de artă Franz Armin Morat. În 1987, constrâns la exil, Gao Xingjian s-a mutat prin Freiburg la Paris. După suprimarea sângeroasă a mișcării studenților chinezi, la începutul lunii mai 1989, în Piața Tian'anmen din Beijing, el a criticat masacrul la televiziunea franceză. A renunțat la Partidul Comunist Chinez (PCC) după 27 de ani și a renunțat la pașaportul său chinez. El a primit azil politic la cererea sa. La Paris, și-a câștigat viața pictând. Gao este cetățean francez din 1998.

## Premiului Nobel
Premiul Nobel a venit ca o surpriză pentru multe părți, nu în ultimul rând pentru Gao însuși. Din China s-a susținut, că Gao nu joacă niciun rol în scena literară chineză și că este absolut necunoscut în patria sa; mai degrabă s-ar fi distins unui chinez care trăiește în China. A devenit non-persoană.
Traducătorul suedez al lui Gao, Göran Malmqvist, este membru al Academiei Suedeze, care acordă premiul Nobel. Cu zece zile înainte de ceremonia Premiului Nobel, Gao și-a schimbat editorul suedez - de la Forum la Atlantis. Editura Atlantis aparține unui prieten al lui Malmqvist și în rapoartele mass-media s-a speculat că Malmqvist a anticipat informații despre viitoarea ceremonie de premiere.

## Opere (selecție)
- chineză: 車站; pinyin: Chēzhàn Bus Stop, Theaterstück, UA: 1983 in Peking
- chineză: 一個人的聖經; pinyin: Yīgè rén de shèngjīng, Cartea unui om singur,  1999;
- chineză: 靈山; pinyin: Língshān Muntele sufletului
- chineză: 給我老爺買魚竿; pinyin: Gěi Wǒ Lǎoye Mǎi Yúgān O undita pentru bunicul meu;
- chineză: 八月雪; pinyin: Bāyuèxuě doar în limba engleză: Snow in August, 2004, Chinese University Press, Hong Kong, ISBN 978-962-996-068-1

### Opere traduse în limba română
- 2017: O undiță pentru bunicul meu, Editura Polirom, traducere de Irina Ivascu, ISBN 978-973-467-021-5